# Can You Feel the Love Tonight
"Can You Feel the Love Tonight" là một bài hát của nghệ sĩ thu âm Anh quốc Elton John nằm trong album nhạc phim của bộ phim hoạt hình The Lion King (1994). Nó được phát hành làm đĩa đơn vào ngày 12 tháng 5 năm 1994 bởi Walt Disney Records. Bài hát được viết lời bởi John và Tim Rice, và được sản xuất bởi Chris Thomas. Trong phim, bài hát được thể hiện bởi Kristle Edwards, Joseph Williams, Sally Dworsky, Nathan Lane và Ernie Sabella trong khi phiên bản của John xuất hiện ở kết thúc của phim.
Sau khi phát hành, "Can You Feel the Love Tonight" nhận được những phản ứng tích cực từ các nhà phê bình âm nhạc, trong đó họ đánh giá cao phần âm nhạc cũng như nội dung của nó. Bài hát cũng gặt hái nhiều giải thưởng và đề cử lớn, bao gồm chiến thắng giải Quả cầu vàng và Oscar cho Bài hát gốc xuất sắc nhất năm 1994. Ngoài ra, nó còn nhận được hai đề cử giải Grammy ở hạng mục Trình diễn giọng pop nam xuất sắc nhất và Bài hát xuất sắc nhất được sáng tác cho phim điện ảnh, truyền hình hoặc phương tiện truyền thông khác tại lễ trao giải thường niên lần thứ 37, và chiến thắng giải đầu tiên. Về mặt thương mại, "Can You Feel the Love Tonight" cũng đạt được nhiều thành công vượt trội, đứng đầu các bảng xếp hạng ở Canada và Pháp, và lọt vào top 10 ở Úc, Áo, Ireland, New Zealand, Na Uy, Thụy Điển, Thụy Sĩ và Hoa Kỳ, nơi nó đạt vị trí thứ tư trên bảng xếp hạng Billboard Hot 100.
Video ca nhạc cho "Can You Feel the Love Tonight" được đạo diễn bởi Matthew Amos, trong đó John vừa đệm đàn vừa hát, xen kẽ với những hình ảnh từ The Lion King. Bài hát đã xuất hiện trong nhiều album tổng hợp của nam ca sĩ như Love Songs (1995), Greatest Hits 1970–2002 (2002) và Rocket Man: The Definitive Hits (2007), và được hát lại bởi nhiều nghệ sĩ như Neil Diamond, Jason Derulo, Luis Fonsi và S-Club. Ngoài ra, nó cũng được chuyển sang thành nhiều phiên bản ngôn ngữ khác nhau, và một bản phối lại của bài hát đã được đưa vào ấn bản đặc biệt của The Lion King năm 2003, và một lần nữa được thể hiện bởi John.

## Danh sách bài hát
Đĩa CD maxi tại châu Âu
1. "Can You Feel The Love Tonight" ― 3:59
2. "Can You Feel The Love Tonight" (không lời) ― 3:59
3. "Hakuma Matata" (trình bày bởi Nathan Lane, Ernie Sabella và Joseph Williams) ― 3:31
4. "Under The Stars" (không lời) ― 3:43

Đĩa 7" tại Anh quốc
1. "Can You Feel The Love Tonight" ― 3:59
2. "Can You Feel The Love Tonight" (không lời) ― 3:59

## Thành phần thực hiện
- Elton John: Piano, Hát chính
- Davey Johnstone: Guitar, Hát nền
- Chuck Sabo: Strings, Trống
- Phil Spalding: Bass, Hát nền
- Guy Babylon: Đàn phím
- Rick Astley: Bass, Hát nền
- Gary Barlow: Hát nền
- Kiki Dee: Hát nền
- Gary 'Spike' Murphy: Hát nền

## Xếp hạng
| Bảng xếp hạng (1994-95)               | Vị trí cao nhất |
| ------------------------------------- | --------------- |
| Úc (ARIA)                             | 9               |
| Áo (Ö3 Austria Top 40)                | 4               |
| Bỉ (Ultratop 50 Flanders)             | 26              |
| Canada (RPM)                          | 1               |
| Canada Adult Contemporary (RPM)       | 1               |
| Canada (The Record)                   | 1               |
| Châu Âu (European Hot 100 Singles)    | 4               |
| Pháp (SNEP)                           | 1               |
| Đức (Official German Charts)          | 14              |
| Ireland (IRMA)                        | 9               |
| Ý (FIMI)                              | 16              |
| Hà Lan (Dutch Top 40)                 | 14              |
| Hà Lan (Single Top 100)               | 14              |
| New Zealand (Recorded Music NZ)       | 7               |
| Na Uy (VG-lista)                      | 4               |
| Thụy Điển (Sverigetopplistan)         | 2               |
| Thụy Sĩ (Schweizer Hitparade)         | 10              |
| Anh Quốc (OCC)                        | 14              |
| Hoa Kỳ Billboard Hot 100              | 4               |
| Hoa Kỳ Adult Contemporary (Billboard) | 1               |
| Hoa Kỳ Pop Airplay (Billboard)        | 3               |
| Hoa Kỳ Rhythmic (Billboard)           | 37              |

| Bảng xếp hạng (1994)                 | Vị trí |
| ------------------------------------ | ------ |
| Australia (ARIA)                     | 28     |
| Canada (RPM)                         | 3      |
| Canada Adult Contemporary (RPM)      | 3      |
| France (SNEP)                        | 18     |
| Italy (FIMI)                         | 100    |
| Japan (Tokyo Hot 100)                | 28     |
| Netherlands (Dutch Top 40)           | 182    |
| New Zealand (Recorded Music NZ)      | 25     |
| Norway Autumn Period (VG-lista)      | 19     |
| Sweden (Sverigetopplistan)           | 7      |
| UK Singles (Official Charts Company) | 113    |
| US Billboard Hot 100                 | 18     |
| US Adult Contemporary (Billboard)    | 9      |
| Bảng xếp hạng (1995)                 | Vị trí |
| Austria (Ö3 Austria Top 40)          | 40     |
| Europe (European Hot 100 Singles)    | 35     |
| France (SNEP)                        | 23     |
| Netherlands (Dutch Top 40)           | 111    |
| Norway Spring Period (VG-lista)      | 15     |
| Norway Winter Period (VG-lista)      | 6      |
| Sweden (Sverigetopplistan)           | 62     |

| Bảng xếp hạng (1990–99) | Vị trí |
| ----------------------- | ------ |
| France (SNEP)           | 83     |

## Chứng nhận
| Quốc gia                                                                           | Chứng nhận | Số đơn vị/doanh số chứng nhận |
| ---------------------------------------------------------------------------------- | ---------- | ----------------------------- |
| Úc (ARIA)                                                                          | Vàng       | 35.000^                       |
| Áo (IFPI Áo)                                                                       | Vàng       | 25.000*                       |
| Pháp (SNEP)                                                                        | Vàng       | 250.000*                      |
| New Zealand (RMNZ)                                                                 | Bạch kim   | 15,000*                       |
| Thụy Điển (GLF)                                                                    | Bạch kim   | 50.000^                       |
| Hoa Kỳ (RIAA)                                                                      | Vàng       | 600,000                       |
| * Chứng nhận dựa theo doanh số tiêu thụ. ^ Chứng nhận dựa theo doanh số nhập hàng. |            |                               |